# Macrolobium canaliculatum
Macrolobium canaliculatum är en ärtväxtart som beskrevs av George Bentham. Macrolobium canaliculatum ingår i släktet Macrolobium och familjen ärtväxter.

## Underarter
Arten delas in i följande underarter:
- M. c. canaliculatum
- M. c. strigulosum